# Alessio Deledda
Alessio Deledda (Róma, 1994. december 10. –) olasz autóversenyző.

## Pályafutása

### A kezdetek
Alessio Deledda 1994. december 10-én született, Rómában. A legtöbb autóversenyzővel ellentétben karrierjét nem a gokartozással kezdte. 2017-ben az olasz Superstock 600-as motorbajnokságban versenyzett. Kevés érdemleges eredmény és siker után 2018-ban váltott négykerekű formulaautókra, elsőként az olasz Formula–4-es bajnokságban, ahol a Technorace nevű csapat színeiben állt rajthoz. Nem szerzett pontot, legjobb eredménye egy 17. hely volt Monzából. Az összesítésben a 39. pozícióban rangsorolták és az újonc pilóták között is csak a 16. lett.

### Formula–3
2019-ben az Euroformula Open téli bajnokságában szerepelt, ami két futamból állt a francia Paul Ricard-on. Ugyanebben az évben az új nevet kapó FIA Formula–3 bajnokságban indult a Campos Racing istállóval, Alex Peroni és Sebastián Fernández csapattársaként. Mindössze huszonkilencedikként fejezte be a kiírást.
Ennek ellenére 2020-ban is maradt az alakulatnál, Peronival együtt, mellette új csapattársa, Sophia Flörsch lett. Legjobb helyezése egy 16. volt, míg legtöbbször a 20. vagy annál alacsonyabb helyen ért célba. Végül a 34. lett a tabellán és a teljes szezonos résztvevők közül ő végzett leghátrébb.

### Formula–2
2021. január 22-én bejelentette, hogy aláírt a 2021-es FIA Formula–2 szezonra a német HWA Racelab gárdájához honfitársával, Matteo Nanninivel. A második fordulóban, május 21-én a monacói utcai aszfaltcsíkon 6,8 másodperccel volt lassabb, mint a pole-pozíciót megszerző Théo Pourchaire, amivel kívül esett a 107%-os szabályon, de a Nemzetközi Automobil Szövetség (FIA) külön engedélyt adott neki az indulásra, ha mindhárom futamon a legutolsóként rajtol. A 107%-os szabály lényege, hogy ha valaki az időmérőn egy bizonyos nagy távolságban van az első helyet megszerzőtől, akkor nem állhat rajthoz az adott versenyen. Célja, hogy kiszűrjék a lassú versenyzőket. A végelszámolásban a pilóták között 25. lett.

### DTM
2022. február 16-án az osztrák GRT Grasser Racing Team ismertette, hogy Deledda a gárda 63-as rajtszámú Lamborghini Huracán GT3 Evo-jával fog versenyezni a 2022-es DTM-szezonban. Első pontját a legutolsó futamon, Hockenheimben szerezte meg. A bajnoki tabellát mindössze a 26. helyen zárta.
2023 elején részt vett a Daytonai 24 órás versenyen az NTE Sport csapatával versenyzett a GTD kategóriában. Továbbra is a DTM-ben indult 2023-ban az SSR Performance alakulatával Mirko Bortolottival és Franck Pererával együtt. A Nürburgringi második versenyen kizárták. A legjobb helye egy 18. pozíció volt a Sachsenringen. A futamvégével a 32. helyen végzett a tabellán, és egész évben nem szerzett pontot.
A 2024-es szezonban Deledda a gyári Lamborghini-partner, Oregon Team tagjaként indult a nemzetközi GT Open-bajnokságban (International GT Open) a Lamborghini gyári pilótája, Jordan Pepper mellett. Végül 2. lettek az összetettben.

## Botrányai
2020. november 26-án nagy felháborodást keltett, hogy az Instagram-profiljára több videót is posztolt, hogy meggondolatlanul és gyorsan halad egy Lamborghini Urus utcai terepjáróval a Lazio állambeli Pomezia egyik autópályáján. Az egyik felvételen szlalomozik az álló kocsisor mellett, míg a másikon egy kézzel tartja a kormányt és közben filmezi autója műszerfalát, hogy eléri a 300 km/órás sebességet. Deleddát több egykori és jelenlegi Formula–1-es pilóta is kritizálta a tettéért, többek között Giedo van der Garde is.
Egy nappal később a 25 éves versenyző egy hivatalos Twitter-bejegyzésben elmondta, hogy valószínűleg mások az ő nevét használták fel a tartalmakhoz, valamint kiemelte, hogy : "Mindig igyekeztem felhívni a figyelmet az ilyen rossz cselekedetekre, hogy az emberek ne csinálják".

## Eredményei

### Karrier összefoglaló
| Év      | Bajnokság                             | Csapat                  | Verseny | Győzelem | Pole | Leggyorsabb kör | Dobogó | Pont | Helyezés |
| ------- | ------------------------------------- | ----------------------- | ------- | -------- | ---- | --------------- | ------ | ---- | -------- |
| 2018    | Olasz Formula–4-es bajnokság          | Technorace              | 20      | 0        | 0    | 0               | 0      | 0    | 39.      |
| 2019    | Formula–3                             | Campos Racing           | 16      | 0        | 0    | 0               | 0      | 0    | 29.      |
| 2019    | Euroformula Open téli                 | Campos Racing           | 2       | 0        | 0    | 0               | 0      | 6    | 9.       |
| 2019    | Makaói nagydíj                        | Campos Racing           | 1       | 0        | 0    | 0               | 0      | 0    | 25.      |
| 2019    | Formula Renault Európa-kupa           | GRS                     | 11      | 0        | 0    | 0               | 0      | 0    | 24.      |
| 2019    | FIA Közép-európai Zóna bajnokság - F3 |                         | 2       | 1        | —    | —               | 2      | 43   | 4.       |
| 2019–20 | Formula–3 Ázsia-bajnokság             | Hitech Grand Prix       | 15      | 0        | 0    | 0               | 0      | 21   | 15.      |
| 2020    | Formula–3                             | Campos Racing           | 18      | 0        | 0    | 0               | 0      | 0    | 34.      |
| 2020    | Lamborghini Super Trofeo Europe - Pro | VS Racing               | 2       | 0        | 0    | 0               | 0      | 4    | 20.      |
| 2021    | Formula–2                             | HWA Racelab             | 15      | 0        | 0    | 0               | 0      | 0    | 25.      |
| 2021    | Formula–3 Ázsia-bajnokság             | Pinnacle Motorsport     | 15      | 0        | 0    | 0               | 0      | 9    | 15.      |
| 2022    | DTM                                   | GRT Grasser Racing Team | 16      | 0        | 0    | 0               | 0      | 1    | 26.      |
| 2023    | DTM                                   | SSR Performance         | 16      | 0        | 0    | 0               | 0      | 0    | 32.      |
| 2023    | GT Európa Sprint-kupa - Silver        | Tresor Attempto Racing  | 2       | 0        | 0    | 0               | 0      | 6    | 19.      |
| 2023    | Olasz GT-bajnokság                    | Oregon Team             | 2       | 0        | 0    | 0               | 0      | 0    | HN‡      |
| 2024    | Nemzetközi GT Open                    | Oregon Team             | 14      | 2        | 0    | 0               | 4      | 108  | 2.       |
| 2024    | Olasz GT Endurance-bajnokság          | Imperiale Racing        | 2       | 0        | 0    | 0               | 0      | 22   | HN       |

* A szezon jelenleg is zajlik.
‡ Mivel Fittipaldi vendégpilóta volt, ezért nem részesült bajnoki pontokban.

### Teljes FIA Formula–3-as eredménysorozata
(Táblázat értelmezése)

(Félkövér: pole-pozícióból indult; dőlt: leggyorsabb kört futott) 

| Év   | Csapat        | 1           | 2           | 3           | 4           | 5          | 6          | 7           | 8           | 9           | 10          | 11         | 12         | 13         | 14         | 15         | 16         | 17         | 18         | Helyezés | Pont |
| ---- | ------------- | ----------- | ----------- | ----------- | ----------- | ---------- | ---------- | ----------- | ----------- | ----------- | ----------- | ---------- | ---------- | ---------- | ---------- | ---------- | ---------- | ---------- | ---------- | -------- | ---- |
| 2019 | Campos Racing | ESP FEA Ki  | ESP SPR 23  | FRA FEA 16  | FRA SPR 23  | AUT FEA 25 | AUT SPR 24 | GBR FEA Ki  | GBR SPR 25  | HUN FEA 24  | HUN SPR 26  | BEL FEA 28 | BEL SPR 20 | ITA FEA 23 | ITA SPR 25 | RUS FEA 21 | RUS SPR 22 |            |            | 29.      | 0    |
| 2020 | Campos Racing | AUT1 FEA 29 | AUT1 SPR 20 | AUT2 FEA 27 | AUT2 SPR 21 | HUN FEA 20 | HUN SPR 23 | GBR1 FEA 23 | GBR1 SPR 28 | GBR2 FEA 25 | GBR2 SPR Ki | ESP FEA 28 | ESP SPR Ki | BEL FEA Ki | BEL SPR 23 | ITA FEA 23 | ITA SPR 22 | MUG FEA 25 | MUG SPR 26 | 34.      | 0    |

### Teljes FIA Formula–2-es eredménysorozata
(Táblázat értelmezése)

(Félkövér: pole-pozícióból indult; dőlt: leggyorsabb kört futott) 

| Év   | Csapat      | 1          | 2          | 3          | 4          | 5          | 6          | 7          | 8          | 9          | 10         | 11         | 12         | 13         | 14         | 15         | 16         | 17        | 18         | 19         | 20         | 21         | 22         | 23         | 24         | Helyezés | Pont |
| ---- | ----------- | ---------- | ---------- | ---------- | ---------- | ---------- | ---------- | ---------- | ---------- | ---------- | ---------- | ---------- | ---------- | ---------- | ---------- | ---------- | ---------- | --------- | ---------- | ---------- | ---------- | ---------- | ---------- | ---------- | ---------- | -------- | ---- |
| 2021 | HWA Racelab | BHR SP1 18 | BHR SP2 Ki | BHR FEA Ki | MON SP1 18 | MON SP2 12 | MON FEA 17 | AZE SP1 Ki | AZE SP2 15 | AZE FEA 19 | GBR SP1 Ki | GBR SP2 Ki | GBR FEA 22 | ITA SP1 13 | ITA SP2 19 | ITA FEA Ki | RUS SP1 18 | RUS SP2 T | RUS FEA 17 | KSA SP1 Ki | KSA SP2 Ki | KSA FEA 20 | UAE SP1 18 | UAE SP2 Ki | UAE FEA 19 | 25.      | 0    |

### Teljes DTM eredménylistája
(Táblázat értelmezése)

(Félkövér: pole-pozícióból indult; dőlt: leggyorsabb kört futott) 

| Év   | Csapat             | 1        | 2        | 3        | 4        | 5        | 6        | 7        | 8         | 9        | 10       | 11       | 12       | 13       | 14       | 15       | 16       | Helyezés | Pont |
| ---- | ------------------ | -------- | -------- | -------- | -------- | -------- | -------- | -------- | --------- | -------- | -------- | -------- | -------- | -------- | -------- | -------- | -------- | -------- | ---- |
| 2022 | GRT Grasser Racing | ALG 1 22 | ALG 2 23 | LAU 1 19 | LAU 2 21 | IMO 1 22 | IMO 2 16 | NOR 1 Ki | NOR 2 18  | NÜR 1 20 | NÜR 2 16 | SPA 1 20 | SPA 2 18 | RBR 1 21 | RBR 2 21 | HOC 1 Ki | HOC 2 10 | 26.      | 1    |
| 2023 | SSR Performance    | OSC 1 19 | OSC 2 20 | ZAN 1 24 | ZAN 2 Ki | NOR 1 19 | NOR 2 Ki | NÜR 1 Ki | NÜR 2 Kiz | LAU 1 Ki | LAU 2 19 | SAC 1 21 | SAC 2 18 | RBR 1 26 | RBR 2 22 | HOC 1 Ki | HOC 2 Ki | 32.      | 0    |

### Teljes Nemzetközi GT Open bajnokság eredménysorozata
(Táblázat értelmezése)

(Félkövér: pole-pozícióból indult; dőlt: leggyorsabb kört futott) 

| Év   | Csapat      | Autó                          | Osztály | 1        | 2        | 3     | 4       | 5     | 6       | 7       | 8       | 9       | 10    | 11      | 12      | 13      | 14    | Helyezés | Pont |
| ---- | ----------- | ----------------------------- | ------- | -------- | -------- | ----- | ------- | ----- | ------- | ------- | ------- | ------- | ----- | ------- | ------- | ------- | ----- | -------- | ---- |
| 2024 | Oregon Team | Lamborghini Huracán GT3 Evo 2 | Pro     | PRT 1 11 | PRT 2 21 | HOC 1 | HOC 2 5 | SPA 2 | HUN 1 7 | HUN 2 7 | LEC 1 5 | LEC 2 3 | RBR 1 | RBR 2 9 | CAT 1 5 | CAT 2 4 | MNZ 7 | 2.       | 108  |